# Dick Bults
Dick Bults (Klazienaveen, 8 september 1958) is een voormalig Nederlands voetballer. Hij speelde in het Nederlandse betaalde voetbal bij FC Groningen, SC Cambuur en BVV Den Bosch. In de amateurs speelde hij voor OJC Rosmalen.

## Loopbaan
Hij beoefende aanvankelijk de judosport, waarin hij de zwarte band behaalde, en begon pas op zijn zestiende met voetballen bij Zwartemeer. In het volgende jaar maakte hij al zijn debuut in het eerste elftal van de amateurclub uit zijn geboorteplaats Klazienaveen. En weer een jaar later werd hij aangetrokken door 
FC Groningen.
In 1980 vertrok hij naar SC Cambuur waar hij ruim acht seizoenen een vaste waarde was als rechter verdediger. In het najaar van 1988 kwam hij in aanvaring met trainer Sándor Popovics die wilde verjongen en vond Bults als 30-jarige 'te oud'. Het conflict leidde ertoe dat hij op non-actief werd gezet.
Hij vond eind november 1988 onderdak bij BVV Den Bosch dat uitkwam in de Eredivisie. Bults maakte zijn debuut op 4 december in de thuiswedstrijd tegen Veendam (1-1). Na de degradatie uit de Eredivisie in 1990 bleef hij nog twee seizoenen in Den Bosch om daarna zijn carrière af te sluiten bij OJC Rosmalen.
Hij keerde daarna terug naar zijn geboortestreek in Drenthe. In Emmen werd hij directeur en eigenaar van een internationaal bedrijf in voeding.

## Wedstrijdstatistieken
| Seizoen | Club          | Competitie     | wed. | goals |
| ------- | ------------- | -------------- | ---- | ----- |
| 1978/79 | FC Groningen  | Eerste divisie | 1    | 0     |
| 1979/80 | FC Groningen  | Eerste divisie | 15   | 0     |
| 1980/81 | SC Cambuur    | Eerste divisie | 23   | 0     |
| 1981/82 | SC Cambuur    | Eerste divisie | 31   | 0     |
| 1982/83 | SC Cambuur    | Eerste divisie | 30   | 2     |
| 1983/84 | SC Cambuur    | Eerste divisie | 30   | 0     |
| 1984/85 | SC Cambuur    | Eerste divisie | 33   | 0     |
| 1985/86 | SC Cambuur    | Eerste divisie | 35   | 1     |
| 1986/87 | SC Cambuur    | Eerste divisie | 36   | 2     |
| 1987/88 | SC Cambuur    | Eerste divisie | 35   | 0     |
| 1988/89 | SC Cambuur    | Eerste divisie | 8    | 0     |
| 1988/89 | BVV Den Bosch | Eredivisie     | 19   | 0     |
| 1989/90 | BVV Den Bosch | Eredivisie     | 21   | 0     |
| 1990/91 | BVV Den Bosch | Eerste divisie | 26   | 0     |
| 1991/92 | BVV Den Bosch | Eerste divisie | 15   | 0     |
| Totaal  | Totaal        | Totaal         | 358  | 5     |